# Atletica leggera alla XXX Universiade - 400 metri piani maschili
La specialità dei 400 metri piani maschili alla Universiade di Napoli 2019 si è svolta tra l'8 ed il 10 luglio 2019.

## Podio
| Oro     | Valente Mendoza Messico   |
| Argento | Mikhail Litvin Kazakistan |
| Bronzo  | Gardeo Isaacs Sudafrica   |

## Risultati

### Batterie
Passano alle semifinali i primi tre atleti di ogni batteria (Q) e i tre atleti con i migliori tempi tra gli esclusi (q).
| Posizione | Batteria | Nome                   | Nazione            | Tempo   | Note                                     |
| --------- | -------- | ---------------------- | ------------------ | ------- | ---------------------------------------- |
| 1         | 5        | Mikhail Litvin         | Kazakistan         | 46.39   | Q,                                       |
| 1         | 6        | Valente Mendoza        | Messico            | 46.39   | Q                                        |
| 3         | 6        | Danylo Danylenko       | Ucraina            | 46.58   | Q,                                       |
| 4         | 5        | Mitsuki Kawauchi       | Giappone           | 46.67   | Q                                        |
| 5         | 4        | Cheikh Tidiane Diouf   | Senegal            | 46.77   | Q                                        |
| 6         | 5        | Wiktor Suwara          | Polonia            | 46.93   | Q                                        |
| 7         | 4        | Mo Il-hwan             | Corea del Sud      | 46.94   | Q                                        |
| 8         | 4        | Cliffton Meshack       | Botswana           | 47.03   | Q                                        |
| 9         | 2        | Gardeo Isaacs          | Sudafrica          | 47.03   | Q                                        |
| 10        | 2        | Yang Lung-hsiang       | Taipei Cinese      | 47.06   | Q                                        |
| 11        | 4        | Leon Tafirenyika       | Zimbabwe           | 47.07   | q,                                       |
| 12        | 7        | Yu Chen-yi             | Taipei Cinese      | 47.11   | Q                                        |
| 13        | 5        | Batuhan Altıntaş       | Turchia            | 47.14   | q                                        |
| 14        | 3        | Šimon Bujna            | Slovacchia         | 47.24   | Q,                                       |
| 15        | 3        | Dariusz Kowaluk        | Polonia            | 47.25   | Q                                        |
| 16        | 7        | Isaiah Palmer          | Stati Uniti        | 47.41   | Q                                        |
| 17        | 3        | Frederic Mendy         | Senegal            | 47.45   | Q                                        |
| 18        | 3        | Abdul Razak            | Ghana              | 47.51   | q,                                       |
| 19        | 1        | Naoki Kitadani         | Giappone           | 47.55   | Q                                        |
| 20        | 2        | Mateo Ružić            | Croazia            | 47.55   | Q                                        |
| 21        | 1        | Jon Seeliger           | Sudafrica          | 47.81   | Q                                        |
| 22        | 6        | Wu Lei                 | Cina               | 47.82   | Q                                        |
| 23        | 7        | Phitchaya Sunthonthuam | Thailandia         | 47.83   | Q                                        |
| 24        | 3        | Oleksiy Pozdnyakov     | Ucraina            | 47.98   |                                          |
| 25        | 1        | Andrey Sokolov         | Kazakistan         | 48.06   | Q,                                       |
| 26        | 7        | Nattapong Kongkraphan  | Thailandia         | 48.14   |                                          |
| 27        | 5        | Tan Zong Yang          | Singapore          | 48.16   |                                          |
| 28        | 6        | Anouar El Aoufi        | Marocco            | 48.18   |                                          |
| 29        | 1        | Cristian Radu          | Romania            | 48.21   |                                          |
| 30        | 1        | Rokas Pacevičius       | Lituania           | 48.22   | Miglior prestazione personale stagionale |
| 31        | 3        | Caleb Kwemoi           | Uganda             | 48.31   |                                          |
| 32        | 1        | Etiam Torgbenu         | Ghana              | 48.37   |                                          |
| 32        | 5        | Yau Chung Cheah        | Malaysia           | 48.37   | Miglior prestazione personale stagionale |
| 34        | 1        | Zhu Zilong             | Cina               | 48.73   |                                          |
| 35        | 7        | Kar Jun Kwong          | Malaysia           | 48.89   |                                          |
| 36        | 4        | Williamson Oroma       | Uganda             | 49.21   |                                          |
| 37        | 7        | Laknath Kavindu        | Sri Lanka          | 49.22   |                                          |
| 38        | 7        | Mohammed Al-Suleimani  | Oman               | 49.29   | Miglior prestazione personale            |
| 39        | 4        | Zhivko Stoyanov        | Bulgaria           | 49.35   | Miglior prestazione personale stagionale |
| 40        | 2        | Mohamad Merhe Mortada  | Libano             | 49.46   |                                          |
| 41        | 3        | Lesedi Omondi          | Botswana           | 49.47   |                                          |
| 42        | 4        | Cristin Esanu          | Moldavia           | 49.50   |                                          |
| 43        | 4        | Abdullah Al-Subaie     | Arabia Saudita     | 49.59   |                                          |
| 44        | 6        | Sten Ütsmüts           | Estonia            | 49.59   |                                          |
| 45        | 6        | Jahquez Durham         | Stati Uniti        | 49.62   |                                          |
| 46        | 6        | Usama Al-Gheilani      | Oman               | 49.85   |                                          |
| 47        | 2        | Obrey Chabala          | Zambia             | 50.09   |                                          |
| 48        | 2        | Lovrenc Valič          | Slovenia           | 50.20   |                                          |
| 49        | 3        | Frederik Peschardt     | Danimarca          | 50.42   |                                          |
| 50        | 1        | Erick Arnold           | Argentina          | 50.46   | Miglior prestazione personale stagionale |
| 51        | 6        | Ishan Lahiru Olidurage | Sri Lanka          | 50.77   |                                          |
| 52        | 2        | Patrick Kahongo        | Zambia             | 51.03   |                                          |
| 53        | 5        | Jean Bruno Kadda       | Rep. Centrafricana | 51.99   | Miglior prestazione personale            |
| 54        | 5        | Mahmoud El Daou        | Libano             | 1:57.60 |                                          |
|           | 7        | Roy Machingura         | Zimbabwe           | DNS     |                                          |

### Semifinali
Passano alla finale i primi due atleti di ogni batteria (Q) e i due atleti con i migliori tempi tra gli esclusi (q).
| Posizione | Batteria | Nome                   | Nazione       | Tempo | Note                                     |
| --------- | -------- | ---------------------- | ------------- | ----- | ---------------------------------------- |
| 1         | 3        | Valente Mendoza        | Messico       | 45.75 | Q,                                       |
| 2         | 2        | Mikhail Litvin         | Kazakistan    | 45.84 | Q,                                       |
| 3         | 1        | Gardeo Isaacs          | Sudafrica     | 46.02 | Q                                        |
| 4         | 1        | Mitsuki Kawauchi       | Giappone      | 46.05 | Q                                        |
| 5         | 3        | Danylo Danylenko       | Ucraina       | 46.09 | Q,                                       |
| 6         | 1        | Cheikh Tidiane Diouf   | Senegal       | 46.31 | q                                        |
| 7         | 1        | Wiktor Suwara          | Polonia       | 46.40 | q,                                       |
| 8         | 2        | Naoki Kitadani         | Giappone      | 46.57 | Q                                        |
| 9         | 2        | Isaiah Palmer          | Stati Uniti   | 46.59 |                                          |
| 10        | 2        | Yang Lung-hsiang       | Taipei Cinese | 46.67 |                                          |
| 11        | 3        | Dariusz Kowaluk        | Polonia       | 46.77 |                                          |
| 12        | 1        | Cliffton Meshack       | Botswana      | 46.80 | Miglior prestazione personale stagionale |
| 13        | 3        | Yu Chen-yi             | Taipei Cinese | 46.86 |                                          |
| 14        | 2        | Šimon Bujna            | Slovacchia    | 46.94 | Miglior prestazione personale            |
| 15        | 3        | Frederic Mendy         | Senegal       | 47.16 |                                          |
| 16        | 3        | Batuhan Altıntaş       | Turchia       | 47.18 |                                          |
| 17        | 2        | Wu Lei                 | Cina          | 47.26 |                                          |
| 18        | 1        | Leon Tafirenyika       | Zimbabwe      | 47.32 |                                          |
| 19        | 3        | Phitchaya Sunthonthuam | Thailandia    | 47.38 |                                          |
| 20        | 3        | Jon Seeliger           | Sudafrica     | 47.60 |                                          |
| 21        | 2        | Abdul Razak            | Ghana         | 47.60 | Miglior prestazione personale            |
| 22        | 1        | Andrey Sokolov         | Kazakistan    | 47.97 | Miglior prestazione personale stagionale |
| 23        | 2        | Mateo Ružić            | Croazia       | 48.09 |                                          |
|           | 1        | Mo Il-hwan             | Corea del Sud | DQ    | 163.3a                                   |

### Finale
| Pos. | Corsia | Nome                 | Nazione    | Tempo | Note                                     |
| ---- | ------ | -------------------- | ---------- | ----- | ---------------------------------------- |
|      | 4      | Valente Mendoza      | Messico    | 45"63 | Miglior prestazione personale            |
|      | 3      | Mikhail Litvin       | Kazakistan | 45"77 | Miglior prestazione personale stagionale |
|      | 6      | Gardeo Isaacs        | Sudafrica  | 45"89 | Miglior prestazione personale            |
| 4    | 7      | Danylo Danylenko     | Ucraina    | 46"23 |                                          |
| 5    | 1      | Wiktor Suwara        | Polonia    | 46"36 | Miglior prestazione personale            |
| 6    | 5      | Mitsuki Kawauchi     | Giappone   | 46"62 |                                          |
| 7    | 2      | Cheikh Tidiane Diouf | Senegal    | 46"64 |                                          |
| 8    | 8      | Naoki Kitadani       | Giappone   | 46"69 |                                          |